# رحمان رحیمی
رحمان رحیمی زاده ۱۳۳۰ پاوه نمایندهٔ سابق استان کرمانشاه در دورهٔ دوم مجلس شورای اسلامی شهرستان‌های پاوه جوانرود و ثلاث باباجانی بوده‌است.